# Genocídio filipino
O genocídio filipino  ocorreu como estratégia de ação dos EUA durante a Guerra Filipino-Americana entre as Filipinas, que queria fazer cumprir a promessa estadunidense de independência, e o exército invasor dos Estados Unidos da América, entre 4 de fevereiro de 1899 até 1913, resultando no extermínio de mais de 10% da população total filipina. O caráter de genocídio fica claro quando comparado com o número de baixas dos revoltosos filipinos com o de civis filipinos - alvo prioritário do exército dos EUA: enquanto apenas 16.000 insurgentes filipinos foram mortos, 1 milhão de civis foram mortos. A razão do genocídio são tanto militares - como uma estratégia de intimidação maciça, como de limpeza étnica, uma vez que os filipinos de todos os tipos (das diferentes etnias, tanto a grande maioria católica como a minoria sulista islâmica) eram considerados inferiores aos anglo-saxões protestantes estadunidenses, e se pretendia que toda sua cultura, fortemente influenciada pela cultura e religiosidade espanhola, fosse varrida do mapa. De 9 milhões de habitantes, o arquipélago foi reduzido a 8 milhões. As atrocidades da limpeza étnica - tais como a ordem do general Jacob Smith executar qualquer pessoa com mais  de 10 anos de idade, a título de represália - chegaram aos jornais americanos.

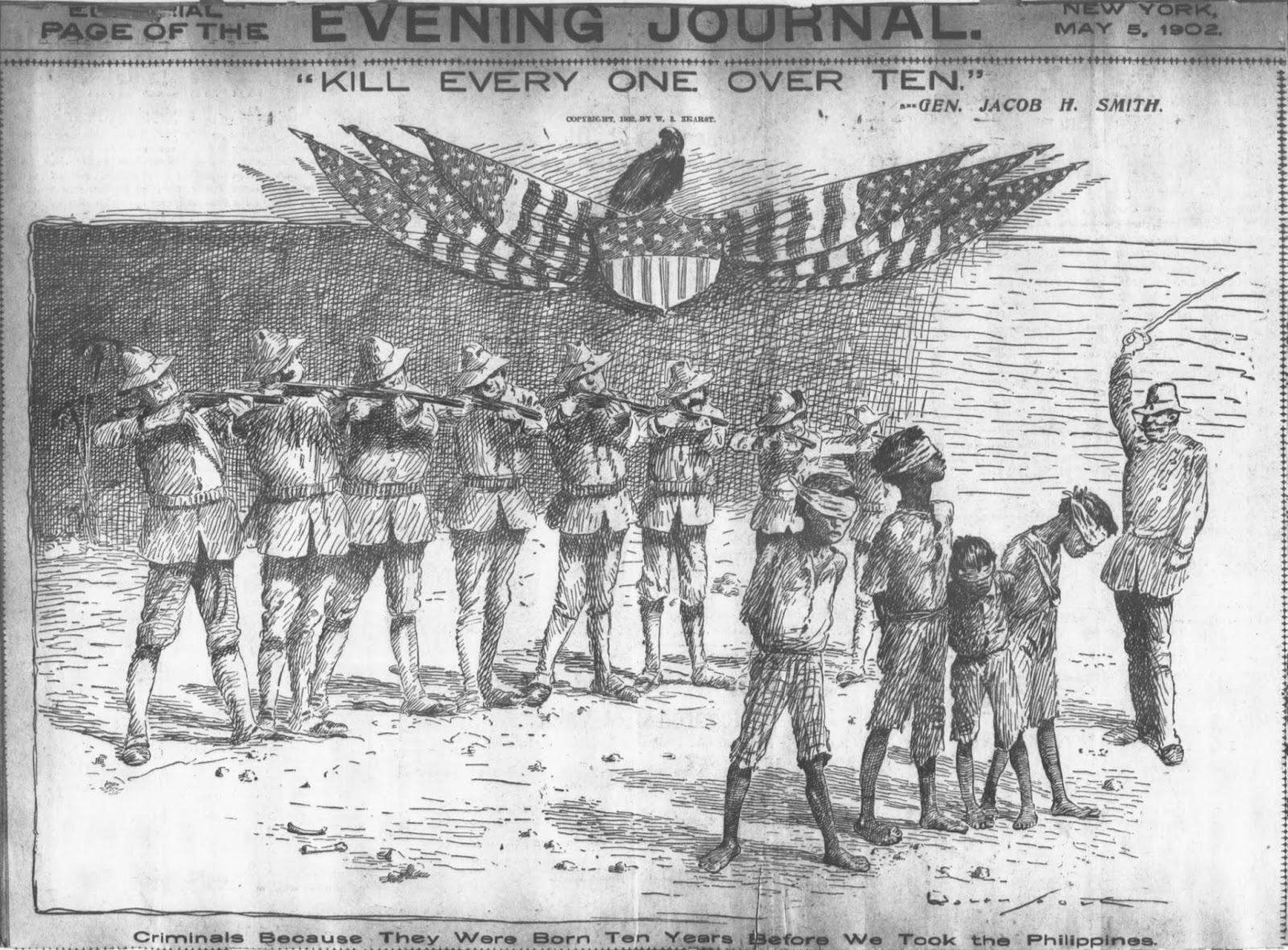
O massacre da Ilha de Samar, o General Jacob H. Smith ordena que retaliações seja feitas indiscriminadamente sobre a população filipina. Sua ordem foi "Matem todos acima de 10 anos", conforme noticiou o New York Journal em 5 de maio de 1902. Um urubu está no lugar da Águia-careca, no estandarte dos EUA.

## Invasão americana

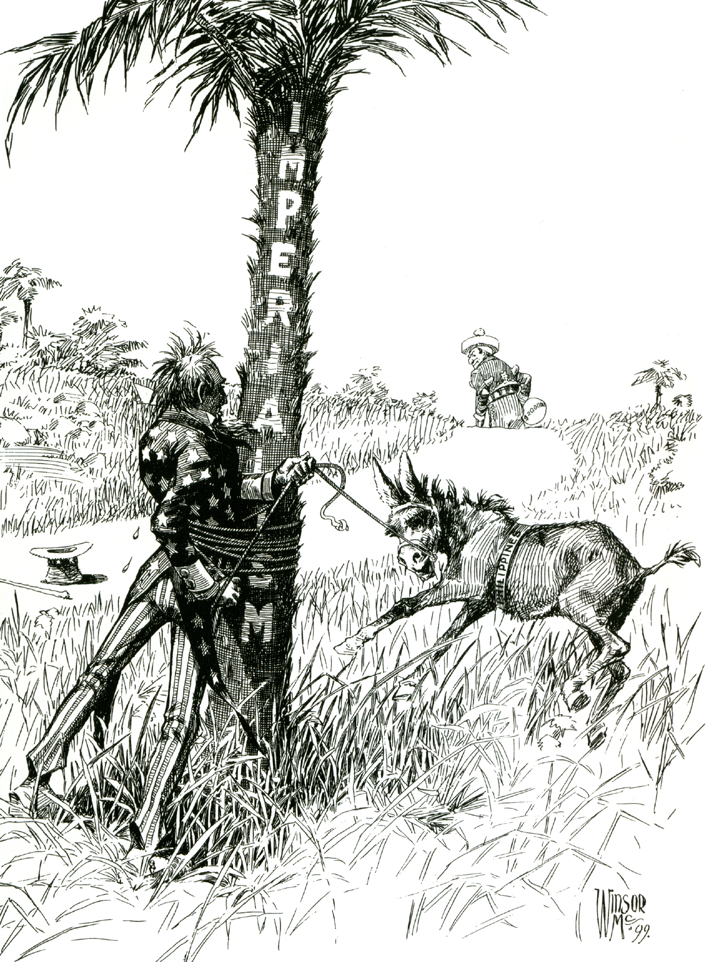
Caricatura de 1899 feita por Winsor McCay. O Tio Sam laça e prende as colônias espanholas no lastro do imperialismo, e um personagem espanhol se escandaliza pela bagatela de "$20 000 000".

Desde meados do século XIX, os Estados Unidos se ofereciam para comprar os restos do antigo império espanhol: Filipinas, Havaí e Cuba. Todavia, a Espanha se negava a fazer novos acordos com os EUA, desde a venda da Flórida, em 1819. Em 1898, após um agravamento das relações diplomáticas entre os dois países, um navio da frota de guerra dos EUA explodiu no porto de Havana. O governo norte-americano acusou a Espanha de sabotagem e iniciou a Guerra Hispano-Americana, que resultou em derrota e humilhação da Espanha, que perdeu suas colônias da América e da Ásia, restando-lhe apenas os enclaves próximos  ao Saara.
Para que a derrota do combalido Império Espanhol fosse mais rápida e menos custosa ao erário americano, o governo dos EUA prometeu a independência para a população das províncias cobiçadas. Cubanos e filipinos  uniram-se, então, ao esforço de guerra americano.
O governo dos EUA tinha assegurado aos rebeldes filipinos que seu único interesse era derrotar a Espanha, ajudando os filipinos a alcançar a independência. O presidente William McKinley havia declarado publicamente que, se os EUA anexassem as Filipinas, descumprindo as promessas e acordos feitos com o povo filipino, isso "seria, de acordo com o nosso código moral, uma agressão criminosa". Mas, depois da derrota da Espanha na Guerra Hispano-Americana, os Estados Unidos se voltaram contra os filipinos - que durante essa mesma guerra haviam fornecido ajuda militar significativa aos americanos, além de informações estratégicas e boa parte do aparato de logística - e invadiram as Filipinas, que se tornou então uma colônia dos EUA. McKinley explicou que os filipinos eram incapazes de se autogovernar e que Deus lhe tinha dito que não poderia fazer nada melhor do que "educar e cristianizá-los", embora as Filipinas já tivessem sido quase inteiramente cristianizadas pelos espanhóis, ao longo de vários séculos, com exceção de alguns pontos no sul, onde até hoje existe a tentativa de constituição de um sultanato muçulmano.
Em dezembro de 1898, os Estados Unidos adquiriram as Filipinas e outros territórios da Espanha pela soma de 20 milhões de dólares, como indenização pela guerra com a Espanha, conforme o Tratado de Paris. No entanto, os filipinos, declararam a independência em 12 de junho, em oposição aos termos do tratado. Em 14 de agosto, um exército composto por 11 000 soldados foi enviado para ocupar as ilhas. Em 1º de janeiro de 1899, Emilio Aguinaldo foi declarado o primeiro presidente da República Filipina. Mais tarde, organizou um congresso na cidade de Malolos, província de Bulacán, para elaborar uma Constituição.

## Início do genocídio

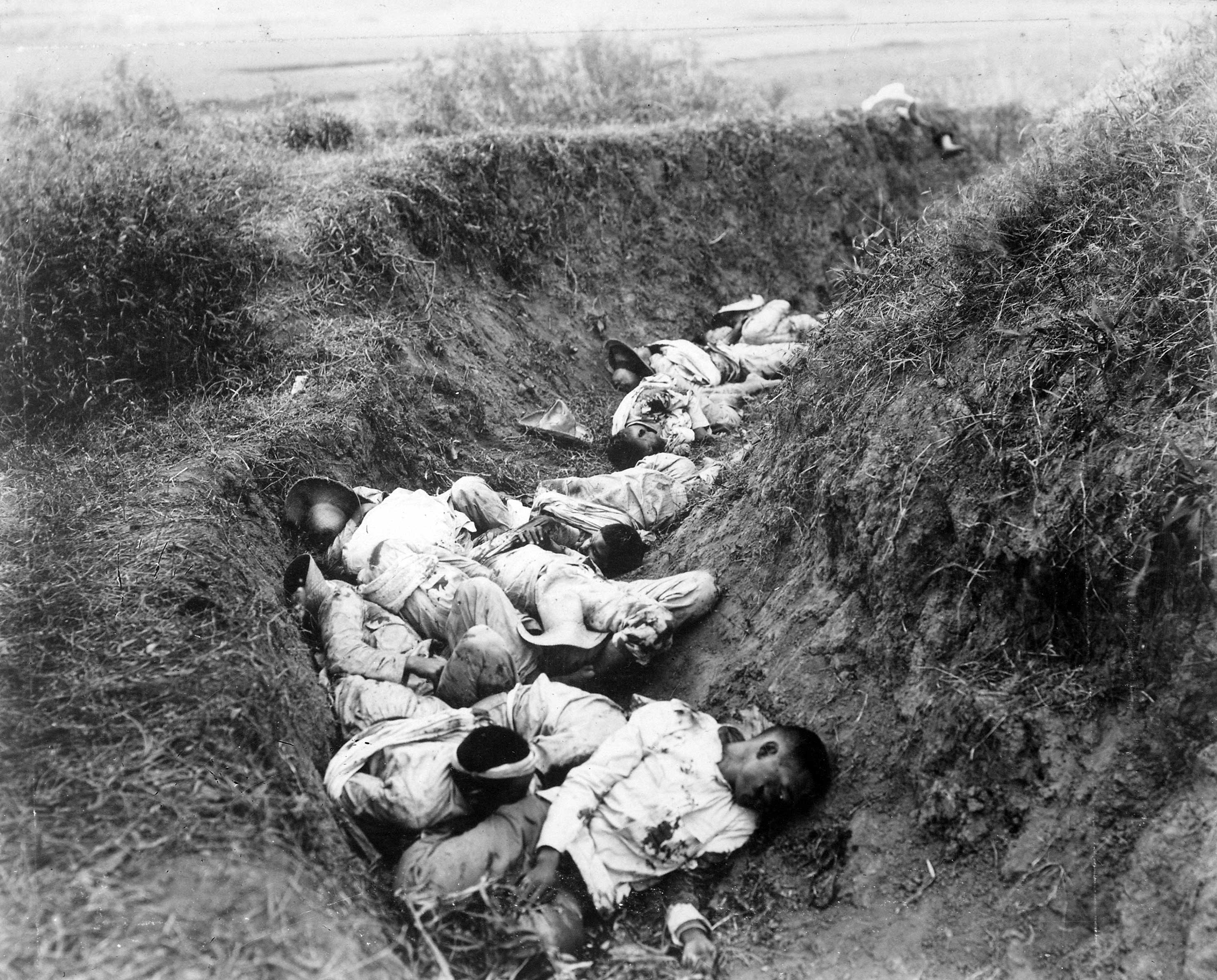
Corpos de filipinos.

O genocídio filipino se iniciou com a guerra filipino-americana. As tensões entre os filipinos e os soldados americanos que ocupavam as ilhas emergiram do movimento pela independência, anticolonialista, agravado pelo sentimento de traição de Aguinaldo, uma vez que ocorreu o desembarque das tropas dos EUA. As hostilidades começaram em 4 de fevereiro de 1899, quando um soldado norte-americano matou um soldado filipino que estava atravessando uma ponte em território ocupado pelos norte-americanos em San Juan del Monte, um incidente que os historiadores agora acreditam que seja a deflagração da guerra. O presidente dos EUA, William McKinley, disse mais tarde aos jornalistas "que os insurgentes atacaram Manila", a fim de justificar a guerra nas Filipinas.
A administração estado-unidense chamou de "bandido foragido" o presidente Aguinaldo, sem nunca emitir qualquer declaração de guerra. Duas razões foram dadas para isso: uma é que a Insurreição Filipina pareça uma rebelião contra um governo legítimo, mas a única parte das Filipinas, sob o controle americano era Manila. A segunda foi permitir que o governo dos EUA evitasse as reivindicações de pensões por parte dos veteranos de guerra de seu próprio exército e tivese que despender dinheiro com seus próprios soldados. Em junho de 1900, Galicano Apacible, o primeiro embaixador das Filipinas nos EUA, que havia fugido para Toronto (Canadá) no ano anterior para evitar a eventual detenção pelas autoridades dos EUA, escreveu uma carta apaixonada em inglês para o povo dos EUA pedindo-lhes para parar o genocídio contra o seu país.
Em 28 de março de 1901, Emilio Aguinaldo y Famy, o primeiro presidente das Filipinas, foi capturado pelas forças dos EUA. A luta da Guerrilha continuou, e em 5 de setembro de 1903 foi capturado Ola Simeão.
Macario Sácay assumiu a presidência das Filipinas após a prisão do presidente Aguinaldo, mas no dia 17 de julho de 1906 foi enganado por alguns políticos filipinos aliados dos americanos com uma falsa promessa de anistia e a promessa de um lugar na Assembleia Nacional que asseguravam que seria feita. O segundo presidente das Filipinas foi enforcado pelos militares dos EUA em 1907.

## O genocídio se torna tática de guerra
Para destruir a guerrilha, os EUA decidem abater o povo filipino: torna-se meta a destruição das cidades e vilas com os soldados estadunidenses incendiando as casas, passa-se a quebrar o moral do povo com estupros em massa, os fuzilamentos e a tortura generalizada, copiando métodos chineses e japoneses, como a ingestão de água até a morte, através de um funil colocado na boca.)
Em 1908, Manuel Arellano Remondo, na Geral Geografia das Ilhas Filipinas, escreveu: "A população diminuiu devido às guerras, no prazo de cinco anos entre 1895 a 1900, uma vez que, no início da primeira insurreição, a população foi estimada em 9 000 000, e no presente (1908), os habitantes do Arquipélago não excedem 8 000 000 em número." À luz do grande número de vítimas civis sofridos pela população, o historiador Filipino E. San Juan Jr., afirma que a morte de 1,4 milhões de filipinos é um ato claro de genocídio por parte dos Estados Unidos.
A tática de remoção da população das áreas de guerrilha, que foi posteriormente usada no Vietnam, surgiu nas Filipinas: os aldeões foram removidos para áreas hermas sem quaisquer condições de plantio, vindo a morrer de fome - uma situação bem parecida com a coletivização forçada por Stalin. Outras pessoas foram vítimas da política de concentração de civis em "zonas protegidas" - um eufemismo para trancafiá-las em campos de concentração.
Em novembro de 1901, o correspondente em Manila do Philadelphia Ledger relatou: "Nossos homens são implacáveis, estão matando para exterminar os homens, mulheres, crianças, prisioneiros e detidos, supostos insurgentes e suspeitos de ajudar a guerrilha e meninos de dez anos para cima; a ideia que prevalece é a de que o filipino não é melhor que um cão ...."

## Campos da morte
Os aldeões filipinos foram internados em campos de concentração forçados rodeado por campos de tiro, ou em outras palavras "zonas mortas". Além disso, estes campos eram superlotados e cheios de doenças, com a taxa de mortalidade extremamente elevada, como os campos de concentração da Segunda guerra mundial. As condições dos "reconcentrados" eram desumanas. Entre janeiro e abril de 1902, em apenas 4 meses, de cerca de 298 000 prisioneiros, 8350 morreram. Em alguns campos as taxas de mortalidade eram tão elevadas quanto 20%. "Um campo tem área de dois mil por uma milha (3,2 por 1,6 km) e é campo de cultivo e 'casa' para 8000 filipinos. Homens são presos para interrogatório, tortura e execução sumária."
Na província de Batangas, o General Franklin Bell ordenou em 25 de dezembro de 1901 que toda a população de duas províncias inteiras das Filipinas: Batangas e Laguna, fossem presas em campos de concentração. Tudo o que não podiam levar consigo deveria ficar para trás, incluindo casas, roças - as sementes vitais para o plantio e o sustento de suas famílias, carros, aves e animais, que foram queimados pelo Exército dos EUA. Todo aquele que estivesse foram dos campos de concentração deveria ser executado. O comandante de um dos campos os chamou de "subúrbios do inferno."